# 内村月子
内村 月子（うちむら つきこ、1949年5月18日 - ）は、日本の漫画家。岩手県紫波郡紫波町出身。主に成人女性向けの漫画雑誌などで執筆していた。

## 概要
1971年、講談社の少女向け雑誌『別冊少女フレンド』にて「美しいいつわり」でデビュー。
『少女フレンド』やその増刊誌などでいくつかの作品を執筆した後、1970年代後半より主に同社の成人女性向け漫画雑誌である『ヤングレディ』や『BE・LOVE』、秋田書店のボニータなどにて1990年頃まで執筆していた。レディースコミックの先駆者の1人。
2008年、約20年ぶりとなる単行本『ライラックが薫るとき』（ジョーン・ホール原作）がハーレクインより発行された。
漫画家になったきっかけは、高校生の頃に友人に勧められてとのこと。

## 作品リスト

### 秋田書店発行分
- あなたにスイング ISBN 9784253090599（1982年8月）
- いつもウィークエンド 全2巻

1. ISBN 9784253100021（1983年10月）
2. ISBN 9784253100038（1984年8月）

- メビウスの輪 ISBN 9784253120029（1986年1月）

### 講談社発行分
- 菓子づくし ISBN 9784061720121（1978年5月）
- 私は愛が似合う女 ISBN 9784061720138（1978年8月）
- 三角関係白書 ISBN 9784061720336（1979年3月）
- 終りなき抱擁 ISBN 9784061720442（1979年9月）
- 愛人宣言 ISBN 9784061720480（1980年2月）
- しなやかな獣 ISBN 9784061720565（1980年5月）
- 背徳の証 ISBN 9784061720596（1980年9月）
- 女が男を口説くとき ISBN 9784061720657（1981年4月）
- 道玄坂ストリート ISBN 9784061720749（1981年12月）
- ブライダルリング ISBN 9784061720787（1982年6月）
- シルエット ISBN 9784061753242（1982年11月）
- オフィス・フリーラブ ISBN 9784061720909（1983年3月）
  - 続 オフィス・フリーラブ ISBN 9784061720961（1983年10月）
- 彼をください ISBN 9784061721029（1984年2月）
- いけないラブハント ISBN 9784061721098（1984年6月）
- クロスラブ・貴族館 ISBN 9784061721258（1984年11月）
- プライベートレッスン ISBN 9784061780088（1985年6月）
- しあわせ神話 ISBN 9784061721418（1986年3月）
- 琥珀色のときめき ISBN 9784061754140（1986年6月）
- ひとしずくの誘惑 ISBN 9784061780262（1986年7月）
- 夜のひまわり ISBN 9784061721487（1986年11月）
- 愛しのキャリアウーマン ISBN 9784061754539（1987年4月）
- お嬢さま、ご冗談を ISBN 9784061754713（1987年10月）
- 妖花 ISBN 9784061780552（1988年8月）
- あぶのうございますお坊っちゃま 全3巻[4]

1. ISBN 9784063173109（1989年7月）
2. ISBN 9784063173642（1990年7月）
3. ISBN 9784063173758（1990年9月）

### ハーレクイン発行分
- ライラックが薫るとき ISBN 9784596950482（2008年3月）原著：ジョーン・ホール